# Srednja škola Bedekovčina
Srednja škola Bedekovčina srednjoškolska je ustanova u Bedekovčini na adresi Gajeva ulica 1.
Osnivač škole je Narodni odbor Općine Bedekovčina koji je 27. siječnja 1956. donio rješenje o otvaranju Industrijske škole opekarsko-keramičke struke sa sjedištem u Bedekovčini Gornjoj. Osnivačka prava nad školom ostvaruje Krapinsko-zagorska županija.
Škola ima dvije pedagoške jedinice: Nastavnu djelatnost i Učenički dom. Nastavna djelatnost dijeli se na Graditeljsko učilište, Medicinsko učilište osnovano 1992. i Poljoprivredno učilište osnovano 1995. Škola radi na četiri lokacije, a gospodari s oko 10 000 m2 zatvorenog školskog prostora od čega na učenički dom otpada oko 2000 m2.[nedostaje izvor] 2006. godine otvorena je školsko mjesna športska dvorana.
Škola obrazuje kadrove za zanimanja u četverogodišnjem trajanju: građevinski tehničar, arhitektonski tehničar, medicinska sestra/ medicinski tehničar, fizioterapeutski tehničar, agrotehničar. U trogodišnjem trajanju to su: zidar, tesar, keramičar – oblagač, proizvođač keramike, soboslikar – ličilac, pismoslikar, klesar, monter suhe gradnje, rukovatelj samohodnim građevinskim strojevima, mehaničar građevinskih i rudarskih strojeva, instalater grijanja i klimatizacije, plinoinstalater. U obrazovanju odraslih provodi prekvalifikacije za građevinska zanimanja te osposobljavanje za jednostavna građevinska zanimanja i jednostavna poljoprivredna zanimanja.
Škola u svom sastavu ima akreditirani Laboratorij za ispitivanje građevinskih materijala i akreditirano Certifikacijsko tijelo. Navedeni laboratorij koristi školi za obrazovanje građevinskih i arhitektonskih tehničara, kao i za pružanje usluga ispitivanja građevinskih materijala i proizvoda građevinskim tvrtkama.[nedostaje izvor]

## Povijest škole

### Povijest škole do 1990.
1955. Srednja škola u Bedekovčini osnovana je 31. svibnja 1955. godine pod nazivom Industrijska škola opekarsko-keramičke struke. Učenički dom osnovan je istovremeno kao i škola. Nastava u toj školi započela je 3. listopada 1955. godine.
1960. 14. srpnja 1960. godine osniva se Srednja tehnička škola u Bedekovčini s odjelom kemijskih tehničara i tehničara u industriji građevnih materijala.
1961. Industrijska škola opekarsko-keramičke struke i Srednja tehnička škola formiraju 25. travnja iste godine Centar za obrazovanje kadrova u industriji građevinskog materijala Bedekovčina.
1961. 9. lipnja Centar osniva Višu tehničku školu za graditeljstvo i građevne materijale. Prvi honorarni profesor škole bio je prof.dr. Ljudevit Barić, a dekan prof.mr. Miloš Delač. Za potrebe Više škole osnovan je Zavod za keramiku u koordinaciji s Institutom za građevinarstvo Hrvatske, Zavodom za ispitivanje građevnih materijala, Građevinskog fakulteta u Zagrebu, Zavodom za fizikalnu kemiju, Kemijsko tehnološkog fakulteta u Zagrebu. Unutar zavoda djeluje Laboratorij za ispitivanje sirovina i materijala koji je 1969. registriran za ispitivanje i atestiranje opekarsko-keramičkih proizvoda i betona.
1963. Osniva se Zavod za projektiranje - Projektni biro. Prvi voditelj Branko Vadlja, dipl.ing.građ. Prfesori škole dijelom radnog vremena rade rade na projektiranju. Značajniji projekti: Škola Odgojnog zavoda u Bedekovčini; Osnovne škole u Začretju, Velikom Trgovišću, Brestovcu Orehovičkom; Matematička gimnazija u Zagrebu; Ciglana Vinipotok - Zlatar i dr. Istovremeno je osnovan i Zavod za ekonomiku građenja, a njegovi značajniji radovi su: Studija izgradnje Matematičke gimnazije u Zagrebu; Studija modernizacije Cosmochemije u Otočcu i dr.
1964. Srednja tehnička škola upisuje prvu generaciju građevinskih tehničara odjela visokogradnje i niskogradnje.
1965., Centar osniva  Školu za kvalificirane radnike i počinje sa školovanjem KV i VKV radnika zidara, tesara, armirača,  krovopokrivača, keramičara, opekara, plinoinstalatera, vodoinstalatera, montera centralnog grijanja, rukovatelja građevinskom strojevima i građevinske poslovođe.
1969. Osniva se Zavod za radnu rehabilitaciju i prekvalifikaciju. Zavod je radio ocjenu radne sposonosti za potrebe invalidske komisije, te poslove radne rehabilitacije, prekvalifikacije, stručnog osposobljavanja i usavršavanja pretežito za građevinske radne organizacije Hidroelektra, Viadukt, Juvent...
1970. Srednja tehnička škola upisuje prvu generaciju strojarskih tehničara.
1970. Osniva se Zavod za zavarivanje i metalne konstrukcije. Zavod se bavio poslovima obrazovanja i atestiranja zavarivača, kontrole zavarenih spojeva i nadzorom i motažom posuda pod tlakom i metalnih konstrukcija.
1974. Reorganizira se Centar po načelima udruženog rada, i formira se Organizacija udruženog rada Centar za građevnu industriju i gađevinarstvo Bedekovčina s četiri osnovne organizacije udruženog rada.
1974. U skladu s reformom  ministra obrazovanja Stipe Šuvara prestaje školovanje tehničara, uvode se dvije godine pripremnog stupnja srednjoškolskog obrazovanja, odnosno produžuje se opće obrazovanje s osam na deset godina i uvodi se nakon toga strukovno obrazovanje u trajanju jedne, dvije ili tri godine.
1977. Tijekom 1977. godine sve škole Centra ulaze u sastav Građevinskog obrazovnog centra Zvonko Brkić Zagreb, osim Više tehničke škole Bedekovčina – Zagreb koja ulazi u sastav Građevinskog instituta odnosno Građevinskog fakulteta u Zagrebu. U Bedekovčini ostaje Osnovna ogrganizacija udruženog rada u čijem je sastavu ostao Dom učenika. Škola može provoditi pripremni stupanj srednjoškolskog obrazovanja u trajanju dvije godine i završni stupanj strukovnog obrazovanja za građevinsku mehanizaciju, industriju građevnih materijala, osnovna zanimanja u graditeljstvu (zidar, tesar, armirač) i građevinskim instalacijama (monter plinskih instalacija).
1980. Sekretar (ministar) za kulturu i obrazovanje dr.Stipe Šuvar i sekretar (ministar) za graditeljstvo dr.Danijel Režek pohodili školu prigodom otvorenja Poligona mehanizacije sagrađen po načelima usmjerenog obrazovanja uz nazočnost direktora Građevinskog instituta dr. Veselina Simovića i tajnika Samoupravne interesne zajednice u djelatnostima građevinarstva prof. Tomislava Boškovića.
1982. Revidira se obrazovna reforma i ponovno uvodi zanimanje građevinski tehničar na zahtjev građevinskih radnih organizacija. Odobrenje za izvođenje ovog programa škola dobiva 1983. godine i upisuje prvu generaciju građevinskih tehničara i tehničara za građevne materijale, koja završava obrazovanje 1985. godine.
1986. Škola dobiva odobrenje za upis učenika u zanimanje obućarski tehničar.
1988. Otvoren novi učenički dom škole uz nazočnost tajnika Samoupravne interesne zajednice u djelatnostima građevinarstva prof. Tomislava Boškovića.
1989. Škola dobiva odobrenje za upis učenika u zanimanje prirodoslovno matematički tehničar smjer - fizika. Školovana je samo jedna generacija učenika.
1990. Dolazi do daljnje revizije obrazovne reforme uvođenjem gimnazijskih obrazovnih programa. Škola umjesto prirodoslovno matematičkih tehničara upisuje učenike u prirodoslovnu matematičku gimnaziju. Školovane su dvije generacije učenika.

### Povijest škole nakon 1990.
Škola je sudjelovala u Domovinskom ratu. Učenici i zaposlenici Srednje škole Novska su šk.god. 1991./92. organizirali u prostorima škole. Zbor narodne garde imao je skladište oružja u objektu škole na gliništu. Zaposlenici škole Matija Aračić, Zlatko Papić, Janko Habulin i Ivan Ded bili su u bojnim postrojbama u obrani domovine 1991. – 1995.[nedostaje izvor]
1991. Građevinski obrazovni centar Zvnko Brkić transformira se u samostalne škole tako da škola u Bedekovčini postaje samostalna ustanova pod nazivom Srednja škola Bedekovčina. Škola nastavlja s obrazovanjem u svim zatećenim programima. Početkom domovinskog rata Srednja škola Novska izmještena je u Hrvatsko zagorje gdje se organizira nastava i u prostorima Srednje škole Bedekovčina, a učenici su smješteni dijelom u Učeničkom domu. Profesori iz Novske predaju učenicima Srednje škole Bedekovčina i obratno.
1992. Unutar srednih škola Općine Zabok dolazi do preraspodijele programa osnivanjem triju škola u Zaboku: Srednje škole Zabok, Tekstilne škole Zabok i Gimnazije Zabok. Gimnazija Zabok preuzima program prirodoslovno-matematičke gimnazije iz Bedekovčine, a u Srednjoj školi Bedekovčina se upisuje prva generacija medicinskih sestara - medicinskih tehničara, kao začetak Medicinskog učilišta, Srednje škole Bedekovčina. Zakonom o srednjem školstvu (NN 19/1992) napušta se strukovno usmjereno obrazovanje.
1993. 9. srpnja u Srednjoj školi Bedekovčina osnovana je Zajednica srednijh graditeljskih škola Republike Hrvatske s ciljem promicanja graditeljskog školstva. Prvi je predsjednik Miron Nevistić, dipl.ing.građ. ravnatelj Graditeljske tehničke škole Zagreb i dopredsjednik Stjepan Horvatić, dipl.ing.građ. ravnatelj Srednje škole Bedekovčina.
1995. Proslavljena 40.ta obljetnica rada škole, kojom prigodom je izdana monografija: Srednja škola Bedekovčina 55-95, autori: Nada Bešenić, prof. i Josip Ban, prof.
1995. Ministarstvo prosvjete i športa,  ministrica Ljilja Vokić definitivno umjesto predmeta Etika i kultura u škole se uvodi Vjeronauk ili Etiku kao izborni predmet za sve učenike po slobodnom izboru. Josip Komorčec župnik, Župe Svete Barbare djevice i mučenice postaje te godine prvi stalno zaposleni vjeroučitelj, dok je prije radio kao vanjski suradnik (vjeronauk je tada bio izborni- fakultativni dobrovoljni predmet bez alternative). Napušta se desetogodišnje opće obrazovanje (Odlukom o izmjenama i dopunama zajedničkog i izbornog dijela nastavnog plana i programa za stjecanje stručne spreme 1996.) (pod izgovorom štednje) i uvodi posebne trogodišnje stručne programe i posebne četverogodišnje stručne tehničke programe i zadržavaju se gimnazijski programi. Istovremeno Obrtnička komora i Ministarstvo gospodarstva uvode dvojni sustav obrazovanja za trogodišnje programe tzv vezane obrte s još manjim dijelom općeobrazovnih sadržaja i većim obimom praktične nastave (pomoćnička zvanja i majstorska zvanja - kalfa i meštar - učenik i učitelj) što znaći povratak u 40.te do 60.te godine. U tom dijelu zanimanja uspostavljeni su jedinstveni programi uz poboljšanje dvojnih programa i pogoršanje trogodišnjih školskih programa.  Na taj način došlo je do obrazovnog kaosa (umjesto ušteda). Posljedice su gubljenje obrazovne vertikale za učenike koji upisuju trogodišnje programe, te nemogućnost polaganja državne mature koja se provodi od 2010. godine. Srednja škola Bedekovčina obrazuje učenike po školskim programima i uvodi jedinstveni model obrazovanja uz suradnju s Obrtničkom komorom, pokušavajući osigurati institucionalnu uspostavu obrazovne vertikale za graditeljstvo uz Udrugu poslodavaca u graditeljstvu i Obrtničku komoru ceh graditelja (trogodišnji graditeljski programi + dvije godine općih i tehničkih sadržaja za vođenje gradnje).  
1995. Na zahtjev Krapinsko-zagorske županije i Župana dr. Franje Kajfeža, škola dobiva odobrenje za upis poljoprivrednih tehničara općeg smjera i upisuje prvu generaciju učenika, kao začetak Poljoprivrednog učilišta, Srednje škole Bedekovčina. Prvi nastavni sat održao Župan.
1996. Prigodom 40.te obljstnice rada škole, zaposlenici škole su hodočastili u Rim i Vatikan te i je na generalnoj audijenciji 10. siječnja pozdravio i blagoslovio Sveti Otac Ivan Pavao II.
1996. Srednja škola Bedekovčina prezima učenike fizioterapeutske tehničare koje je prethodne godine u Krapinskim Toplicama upisala Škola za zdravstvene tehničare Zagreb i dobiva upis prvih razreda fizioterapeutskih tehničara i medicinskih sestara - medicinskih tehničara i zaokružuje Medicinsko učilište.
1998. Održano III. državno natjecanje učenika graditeljskoh škola Republike Hrvatske pod motom Gradimo zajedno našu Hrvatsku uz nzočnost ministra nadležnog za obrazovanje mr. Božidara Pugelnika i župana Krapinsko zagorske županije Želimira Hitreca, dipl.ing.građ.
1998. Banjalučki biskup Franjo Komarica posjetio Župu Bedekovčina i Srednju školu Bedekovčina i primio na poklon korpuse za raspela. Domačini su mu bili župnik Josip Komorčec,  voditeljica učeničkog doma Ljiljana Ban Dominko i pedagoginja škole Marica Kašćelan.
2001. Pomoćni biskup Zagrbačke nadbiskupije Vlado Košić pohodio je Srednju školu Bedekovčina u pratnji župnika Josipa Komorčeca. Biskup je ragovarao o problemima i uspjesima škole s ravnateljem Stjepanom Horvatićem, zamjenicom ravnatelja Tajanom Sedak Benčić, pedagoginjom Maricom Kašćelan i tajnikom Gojkom Mandićem.
2001. Škola je domaćin i organizator VI. državnog natjecanja medicinskih sestara - medicinskih tehničara.
2002. Škola je domaćin i organizator državnog natjecanja fizioterapeutskih tehničara/ka.
2002. Proslavljena 160.ta godišnjica školstva u Bedekovčini, kojom je prilikom pedagoginja škole Marica Kašćelan dobila Priznanje Općine Bedekovčina za doprinos razvoju školstva u Bedekovčini.
2003. Laboratorij Zavoda za graditeljstvo i građevne materijale, Srednje škole Bedekovčina dobio je prvu Ovlasnicu DZNM (akreditaciju) za ispitivanje fizikalno-mehaničkih svojstava građevnih proizvoda prema zahtjevima HRN EN 17025. Zaposlenici su Ružica Blazinić, dipl.ing.kem.teh.- voditeljica, Nikola Bujak,dipl.ing.građ., Alojzije Tkalec,ing. i Mladen Gorički,teh.
2005. Proslavljena 50.ta godišnjica rada škole uz nazočnost državnog tajnika ministarstva nadležnog za obrazovanje Želimira Janjića,prof. Tom prigodom je ispred škole otkrivena skulptura u kamenu  Učenici rad akademskog kipara Krešimira Roda, otkrivena spomen-ploča u predvorju autora prof. Roberta Kuhara i predstavljena Kronika u slikama, Srednja škola Bedekovčina 1955. – 2005., autora Petra Videka, prof.
2006. Svećano otvorena športska dvorana škole uz nazočnost ministra nadležnog za obrazovanje prof.dr.Dragana Primorca, državnog tajnika Želimira Janjića,prof., županice Krapinsko-zagorske županije Vlaste Hubicki,dr.vet., Načelnika Opčine Bedekovčina Rajka Vidička. Dvoranu blagoslovili župnici Josip Komorčec i Ivica Šestak. Ispred dvorane postavljena skulptura  Zanjihana autor pok.  akademski kipar Vjekoslav Rukljač.
2008. Održano XIII. državno natjecanje učenika graditeljskoh škola Republike Hrvatske pod motom Gradimo zajedno našu Hrvatsku uz nzočnost županice Krapinsko-zagorske županije Sonje Borovčak, i direktora Hrvatske udruge poslodavaca u graditeljstvu Zdenka Karakaša,dipl.ing.građ.
2009. Zagrebački nadbiskup kardinal Josip Bozanić susreo se 28. travnja u Krapini s ravnateljima odgojno-obrazovnih ustanova Krapinsko-zagorske županije koje se nalaze na području Zagrebačke nadbiskupije.  O specifičnostima srednjoškolskog posebno strukovnog obrazovanja govorio je ravnatelj Srednje škole Bedekovčina Stjepan Horvatić. Ravnatelj Horvatić istaknuo je kako je uz obrazovanje i odgoj važna sastavnica ulaska mladih u društvo.
2009. Certifikacijsko tijelo Zavoda za graditeljstvo i građevne materijale, Srednje škole Bedekovčina dobilo je prvu Akreditaciju HAA za certfikaciju građevnih proizvoda prema zahtjevima HRN EN 45011. Ocjenitelj Nikola Bujak, dipl.ing.građ. Potvrditelj Stjepan Horvatić, dipl.ing.građ.

## Opis zgrade
Zgrada škole je pravokutnog oblika sa središnjim pravokutnim paciom. U južnom krilu (prizemlje i kat) smještene su učionice. U zapadnom krilu uređeni su kemijski laboratoriji, a u sjevernom krilu koje je nešto više od ostalih uređene su radionice i to za keramiku i građevne materijale. U istočnom krilu smještena je uprava škole i nastavnička zbornica. Ispod istočnog dijela sjevernog krila izgrađen je podrum. 
Objekt je građen od armirano betonskih temelja, zidova zidanih punom opekom te sitnorebričastih stropova. Krovna konstrukcija je drvena, s pokrovom od salonitnih ploča. Čeona pročelja južnog i sjevernog krila te nadtemeljno ziđe obložena su zelenim škriljavcem s Medvednice, dok su ostala pročelja žbukana. 
Iza sjevernog krila škole 1981. izgrađena je industrijska hala za simulatore i radionice građevinske mehanizacije. Dio tog prostora koristi se kao specijalizirane učionice za kompjutersku nastavu i nastavu mehanizacije.
1996. Općina Bedekovčina i Srednja škola Bedekovčina prilaze projektiranju školsko-mjesne športske dvorane s istočne strane školske zgrade s druge strane Gajeve ulice. Prihvaćen je idejni projekt Arhitektonskog fakulteta u Zagrebu. Zbog nedostatka sredstava projekt nije realiziran. 2000. osigurana su sredstva za projektiranje športske dvorane s rekonstrukcijom škole. 2006. športska dvorana je završena, po projektu arhitekta Petra Stipetića, no rekonstrukcija škole nije provedena. Projekt se nastavlja 2011., po izvedbenom projektu arhitekta Giorgia Montine, sa spojnim hodnikom između objekata, nakon toga spojnim nadhodnikom škole i športska dvorana, a potom rekonstrukcijom i nadogradnjom škole.
Istočno od zgrade škole 1964. sagrađen je učenički dom od siporeks ploča, s ravnim krovom. Krov je rekonstruiran u kosi krov 1989. 1988. izgrađeno je sjeverno krilo doma od opečnih zidnih elemenata, obložen fasadnom crvenom opekom i kosim krovom, po projektu arhitektice Marcele Veverec.

## Nagrade i priznanja
- Nagrada Općine Zabok 1982. i 1988.
- Priznanje Općine Bedekovčina 1996., 1998. i 2002.

Prigodom obilježavanja pedesete obljetnice rada škole utemeljeno je dodjeljivanje godišnjeg priznanja škole, pojedincima i pravnim osobama, za izuzetni doprinos radu i promociji škole i školstva u cjelini.

## Vanjske poveznice
- http://www.ss-bedekovcina.skole.hr/  Arhivirana inačica izvorne stranice od 9. srpnja 2011. (Wayback Machine)